# There You Go
There You Go è il singolo d'esordio della cantante Pink, pubblicato il 9 dicembre 1999 come primo estratto dall'album Can't Take Me Home. Il singolo ha raggiunto la settima posizione nella Billboard Hot 100 e la numero 6 nella classifica dei singoli più venduti in Inghilterra.

## Tracce
1. There You Go (Album Version) – 3:26
2. There You Go (Hani Num Club) – 8:27
3. There You Go (Hani Radio Edit) – 3:33
4. There You Go (Hani MFF Mix) – 8:39
5. There You Go (Hani Mix Show Edit) – 5:32

## Classifiche
| Classifica (2000) | Posizione massima |
| ----------------- | ----------------- |
| Australia         | 2                 |
| Belgio (Fiandre)  | 22                |
| Germania          | 65                |
| Irlanda           | 19                |
| Nuova Zelanda     | 6                 |
| Regno Unito       | 6                 |
| Svezia            | 26                |
| Svizzera          | 37                |
| Stati Uniti       | 7                 |